# 클라우스 펠릭스 폰 암스베르크
클라우스 펠릭스 폰 암스베르크(독일어: Klaus Felix von Amsberg, 1890년 9월 1일~1953년 12월 19일)는 독일의 귀족이자 네덜란드 여왕 부군 클라우스의 아버지이다.